# Hans Kestranek
Hans Kestranek (* 8. März 1873 in Prerau, Mähren; † 8. April 1949 in Sankt Gilgen) war ein österreichischer Maler, Architekt und Philosoph.
Von dem der großbürgerlichen Familie Herz-Kestranek angehörigen vielseitig aktiven Intellektuellen stammt eine der ersten Interpretationen von Ludwig Wittgensteins tractatus logico-philosophicus. Sein Nachlass im Brenner-Archiv enthält unter anderem Teile von Korrespondenzen mit Ludwig von Ficker, Augusto Giacometti, Ida und Eugen Herz, Wilhelm Kestranek, Jože Plečnik und Karl Wittgenstein.